# Семисотский сельский совет
Семисотский сельский совет (укр. Семисотська сільська рада, крымскотат. Suv Ağar köy şurası) — административно-территориальная единица в Ленинском районе АР Крым Украины (фактически до 2014 года; ранее до 1991 года — в составе Крымской области УССР в СССР, до 1954 года — в составе Крымской области РСФСР в СССР, до 1945 года — в составе Крымской АССР РСФСР в СССР), на Керченском полуострове. Население по переписи 2001 года — 2550 человек, площадь сельсовета более 200 км².
К 2014 году состоял из 6 сёл:

| - Каменское - Львово - Петрово | - Семисотка - Соляное - Фронтовое |

## История
Семисотский сельсовет был образован в 1950-х годах и на 15 июня 1960 года в составе совета числились следующие населённые пункты:

| - - Каменское - Красноармейское - Львово - Петрово | - - Потоманово - Рожково - Семисотка - Соляное |

В 1964 году ликвидировано Рожково, к 1968 году — Потоманово, к тому году в состав совета были добавлены Фронтовое и Холмогорки. В 1968 году упразднено Красноармейское, в 1973 году — Холмогорки и к 1 января 1977 года совет обрёл современный состав. С 12 февраля 1991 года сельсовет в восстановленной Крымской АССР, 26 февраля 1992 года переименованной в Автономную Республику Крым. С 21 марта 2014 года в составе Крыма аннексирован Россией. Законом «Об установлении границ муниципальных образований и статусе муниципальных образований в Республике Крым» от 4 июня 2014 года территория административной единицы была объявлена муниципальным образованием со статусом сельского поселения.